# Зорица Пантић Танер
Зорица Пантић Танер (енгл. Zorica Pantić-Tanner, Београд, 10. мај 1951) инжењер је електронике и универзитетски професор.

## Биографија
Завршила је основну школу Ратко Вукићевић и Гимназију Стеван Сремац у Нишу. Дипломирала је на Електронском факултету у Нишу 1975. године а магистрирала 1978.године. Доктрирала је 1982. године на Електронском факултету у Нишу.
Као Фулбрајтов стипендиста одлази 1984. године у САД.
Специјализирала је из области Електромагнетике 1989.године на Универзитету у Илионису, САД.
Током каријере објавила је више од 80 научних радова у стручним часописима широм света.
Током каријере залагала се да се велики број студената а нарочито жена образује и студира у САД. Допринела је да велики број младих из Србије добије стипендије за школовање у САД.
Током обављања разних функција успела је да унапреди статусе Института за технологију  Вентворт у Бостону, факултета Универзитета у Тексасу у Сан Антонију и Техничке школе на Државном универзитету Сан Франциско. На основу тога су ове високошколске институције добиле многа међународна признања и подигле своју репутацију не само у САД него и у свету.
Увршћена је у „Енциклопедију националне дијаспоре”, коју уређује Иван Калаузовић Иванус.

## Функције
- Асистент и предавач на Електронском факултету у Нишу (1975.–1984)
- 2005. године ректор Института за технологију  Вентворт у Бостону
- Чланица саветодавног одбора Вентворта[4]
- Професор и декан оснивач Техничког факултета Универзитета у Тексасу у Сан Антонију
- Директор Техничке школе на Државном универзитету Сан Франциско.

## Признања и награде
- Прва жена инжењер на челу једног технолошког факултета у Америци.
- Град Бостон је резолуцијом прогласио "9.мај" њеним даном.
- Део Института Вентворт добио је њено име
- Једна посебна стипендија носи њено име  намењена за талентоване људе из Србије или српског порекла[5]
- 2007. Награда за водеће жену, водећи истраживач, Масачусетс, УСА;
- 2006, награда за жену године, Национална асоцијација женског бизниса Бостон, САД
- 2003. предузетница године, Женска привредна комора Сан Антонио, САД.[6]